# Перцев, Пётр Иванович
Пётр Ива́нович Пе́рцев (1818 — 6 марта 1890) — челябинский купец (в разные годы 1-й и 2-й гильдий), потомственный почётный гражданин, меценат.

## Биография
В 1834 году окончил ярославское уездное училище. Активно занимался благотворительностью. С 12 мая 1866 года по 15 июля 1871 года — почётный попечитель Челябинского приходского училища. С 11 декабря 1868 года почётный блюститель Челябинского духовного училища. За принятие на своё иждивение 2 воспитанников 24 марта 1869 года получил благословение Святейшего Синода. В 1870—1872 годах на средства Петра Ивановича была построена церковь в честь Покрова Пресвятой Богородицы при Челябинском духовном училище, в связи с чем получила известность среди горожан как «Перцевская» церковь. Был городским головой Челябинска с 1879 по 1880 годы.
Петр Иванович Перцев скончался 6 марта 1890 года и был погребен рядом с этой церковью. В 1921 году Одигитриевский монастырь, где находилась церковь, был закрыт и полностью снесён к началу 1930-х. Впоследствии территория была застроена.
Могилу купца обнаружили в феврале 2004 года во время реконструкции здания администрации Челябинской области. Передать останки известного мецената церкви предложили сотрудникам областного краеведческого музея. Прах хранился в музейных запасниках. В сентябре 2016 года саркофаг с телом Петра Перцева был торжественно передан священнослужителям Одигитриевского монастыря. 16 сентября останки Петра Ивановича перезахоронят на территории возрождённого в 2015 году Одигитриевского женского монастыря, в день захоронения митрополит Челябинский и Златоустовский Никодим совершит панихиду.

## Награды
За значительные пожертвования в пользу училища 13 апреля 1875 года был награждён орденом Святой Анны 3-й степени. Впоследствии продолжал заниматься благотворительностью, позднее был награждён орденом Святого Станислава 2-й степени.